# بواسیزامب

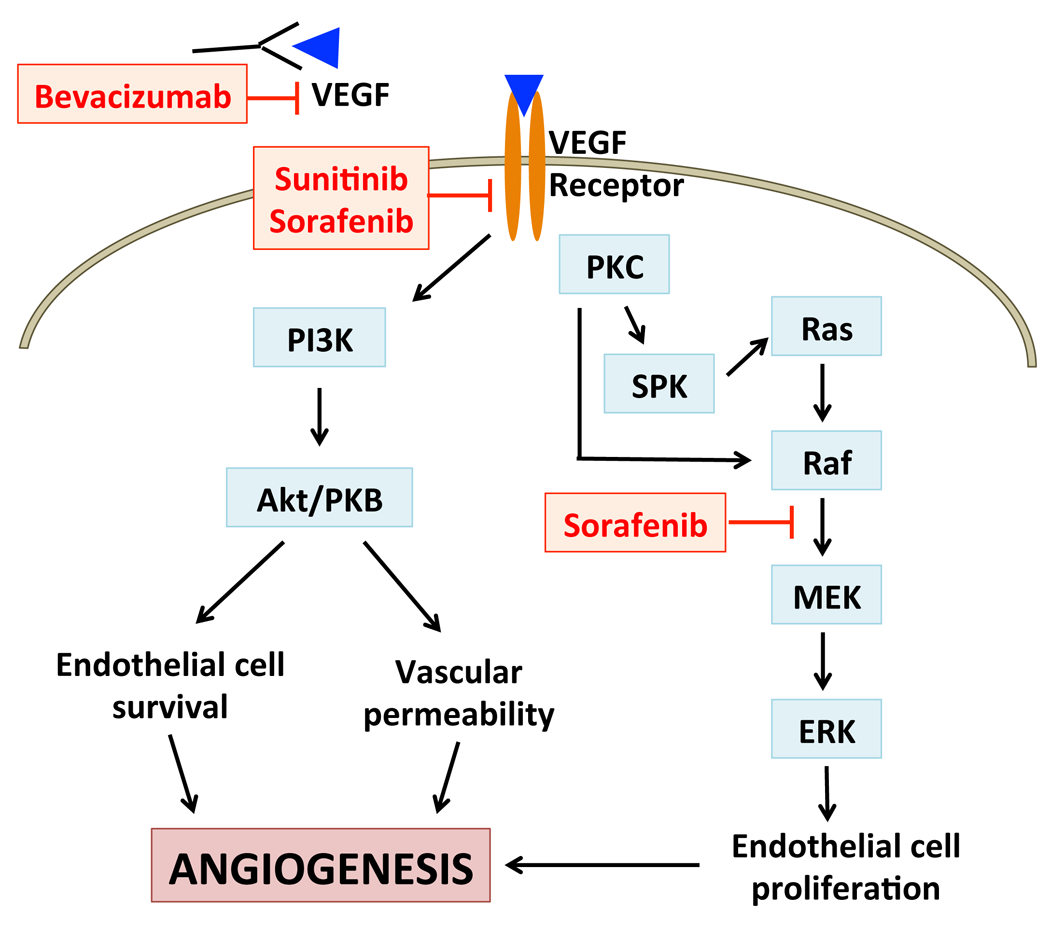
مکانیسم عمل بازدارنده های زگ زایی. بواسیزامب به فاکتور رشد اندوتلیال عروقی میچسبد و از فعالیت ان به وسیله چسبیدن به مولکول های گیرنده شان جلوگیری میکند جلوگیری میکند. سونیتینیب وسورافنیب بازداندره های مولکول های گیرنده فاکتور رشد اندوتلیال عروقی هستند.

بواسیزامب (انگلیسی: Bevacizumab) با نام‌های تجاری «اِستیوانت» و «اَوَستین» یک داروی بازدارنده رگ‌زایی است که با مهار رگ‌زایی در درمان سرطان و یک بیماری چشمی کاربرد دارد. این دارو از گروه پادتن‌های تَک‌تیره (Monoclonal antibodies) است. برای سرطان این دارو به صورت آهسته درون ورید تزریق می‌شود و برای سرطان‌ پس‌روده، سرطان ریه، گلیوبلاستوما و کارسینوم کلیه کاربرد دارد. برای دژنراسیون وابسته‌به‌سن ماکولا این دارو به صورت مستقیم درون چشم تزریق می‌شود.
عوارض جانبی شایع این دارو در درمان سرطان شامل خون‌دماغ، سردرد، فشار خون بالا و ضایعه پوستی می‌شود. سایر عوارض جانبی این دارو شامل سوراخ‌شدگی دستگاه گوارش، خون‌ریزی، واکنش‌های آلرژیک، لخته‌های خون و افزایش احتمال عفونت می‌شود. هنگامی که برای دژنراسیون وابسته‌به‌سن ماکولا استفاده می‌شود عوارض این دارو شامل کاهش بینایی و جدا شدگی شبکیه است.
بواسیزامب در سال ۲۰۰۴ توسط سازمان غذا و داروی آمریکا مورد تایید قرار گرفت. این دارو برای مصرف چشمی‌اش در لیست داروهای ضروری سازمان جهانی بهداشت قرار دارد که شامل اثربخش‌ترین و ایمن‌ترین داروهای موجود در نظام سلامت است.